# Strongyloides stercoralis
Strongyloides stercoralis es un nemátodo que produce la estrongiloidiasis, una parasitosis en humanos.
Strongyloides stercoralis es un parásito facultativo que es capaz de desarrollarse en dos ecosistemas, uno terrestre de vida libre y otro en el ser humano. El parasitismo en el ser humano es ejercido por la hembra dentro de la mucosa intestinal en ausencia del macho y se reproduce por un proceso denominado partenogénesis.
Causa afectación gastrointestinal con diarrea y puede llegar a recorrer la piel en cuadro llamado larva currens. 

## Morfología
S. stercoralis tiene dos tipos de gusanos adultos, de forma parasitaria y de vida libre. La hembra parasitaria tiene una longitud de 2,5 mm con una extremidad anterior afilada, posee una boca con tres labios pequeños y tiene una vulva a 1/3 del extremo posterior del cuerpo, tiene un esófago largo y cilíndrico que ocupa entre 1/3 a 2/5 de la extremidad anterior. S. stercoralis de vida libre posee tres labios pequeños, un esófago rabditoide y un vestíbulo bucal corto. La hembra de vida libre tiene una longitud de 1,5 mm y una vulva en la parte media del cuerpo, mientras que el macho de vida libre tiene una longitud de 0,7 mm y una extremidad posterior delgada y curvada ventralmente.